# Známí neznámí (film)
Známí neznámí (slovensky Známi Neznámi) je koprodukční slovensko-český hraný film režisérky Zuzany Mariankové, takto její celovečerní filmový debut. Příběh, žánrově zařaditelný mezi hořkosladké komedie s prvky dramatu, vychází z italské kinematické předlohy Naprostí cizinci režiséra a scenáristy Paola Genovese, kterou scenárista Petr Jarchovský dialogovými úpravami adaptoval do českého a slovenského prostředí. V hlavních rolích se objevili Táňa Pauhofová, Klára Issová, Martin Hofmann, Tomáš Měcháček, Tomáš Maštalír, Petra Polnišová, Anna Kadeřávková a Sväťo Malachovský.
Film měl mít původně premiéru roku 2020, ale kvůli uzavření kin během pandemie covidu-19 byla jeho premiéra posunuta; na Slovensku byl v kinosálech uváděn od 5. srpna 2021, v Česku měl premiéru 31. března 2022.

## O filmu
Film pojednává o partě českých a slovenských přátel, kteří spolu slaví příchod Nového roku. Myslí si, že se velmi dobře znají a napadne je dát na stůl všechny mobilní telefony, nahlas přečíst každou doručenou zprávu a každý příchozí hovor dát na hlasitý odposlech. Tato zdánlivě nevinná hra má ovšem postupem času vážné důsledky.

## Obsazení
| Martin Hofmann    | Leoš, Karolínin manžel     |
| Petra Polnišová   | Karolína, Leošova manželka |
| Tomáš Měcháček    | Filip, Biančin manžel      |
| Táňa Pauhofová    | Bianka, Filipova manželka  |
| Tomáš Maštalír    | Dan, Evin manžel           |
| Klára Issová      | Eva, Danova manželka       |
| Sväťo Malachovský | Edo                        |
| Anna Kadeřávková  | dcera Dana a Evy           |

## Výroba filmu
Natáčení filmu začalo v srpnu 2020; producentka filmu, Wanda Adamík Hrycová, vyjádřila radost, že právě jejímu týmu se podařilo získat práva na známý italský film Naprostí cizinci a vytvořit českou a slovenskou verzi filmu. Dále sdělila: „Scénář nás upoutal už při prvním čtení a jeho adaptaci pro slovenského a českého diváka jsme svěřili zkušenému scenáristovi Petrovi Jarchovskému a naší debutující režisérce Zuzaně Mariankové. Myslím si, že i díky této jedinečné kombinaci zkušenosti a mladické dynamičnosti můžeme vytvořit opravdový divácký hit. Přinášíme totiž skvělou vztahovou komedii ve fantastickém obsazení, plnou humoru a lidskosti, ale i odhalených pikantních tajemství.“
Jednu z hlavních rolí měl původně hrát Vojtěch Kotek, ale krátce před natáčením měl vážnou dopravní nehodu; jeho roli proto ztvárnil Tomáš Měcháček.
Film měl mít původně premiéru dne 10. prosince 2020, kvůli zavření kin v rámci opatření proti šíření koronaviru byla premiéra posunuta. Na konci roku 2020 bylo oznámeno, že film bude mít v Česku a na Slovensku premiéru dne 11. února 2021, avšak kvůli zavření kin byla premiéra opět odložena. Poté bylo datum české premiéry stanoveno na 16. prosince 2021, premiéra byla ale později posunuta na 31. března 2022; na Slovensku měl film premiéru dne 5. srpna 2021.

## Kritika
- Věra Míšková, Právo 60 %[1]
- Mirka Spáčilová, iDNES.cz 60 %[11]